# Mycalesis carpenteri
Mycalesis carpenteri är en fjärilsart som beskrevs av Butler 1886. Mycalesis carpenteri ingår i släktet Mycalesis och familjen praktfjärilar. Inga underarter finns listade i Catalogue of Life.